# Vampyressa sinchi
Vampyressa sinchi és una espècie de ratpenat de la família dels fil·lostòmids. És endèmic de Colòmbia. És un ratpenat de petites dimensions, amb una llargada total de 68-70 mm, els avantbraços de 39,1-41,5 mm, els peus d'11-13 mm i les orelles de 17-18 mm. Com que fou descoberta fa poc, encara no se n'ha avaluat l'estat de conservació.